# Marco González Valdez
Marco Antonio González Valdez (Monterrey, Nuevo León; 24 de octubre de 1972) es un político mexicano militante del Movimiento Ciudadano y restaurantero. Actualmente es el titular de la Secretaría de Desarrollo Regional y Agropecuario de Nuevo León y director general Honorario de la Corporación para el Desarrollo de la Zona Fronteriza de Nuevo León (CODEFRONT) nombrado por el gobernador Samuel García. CODEFRONT es la entidad pública responsable del manejo del Puente Internacional Colombia-Solidaridad

## Trayectoria legislativa
Fue secretario en la comisión de Hacienda y Crédito Público y la de Agua Potable y Saneamiento. Fue integrante de las comisiones de Desarrollo Social y Población.